# 카타르 주재 외국공관 목록

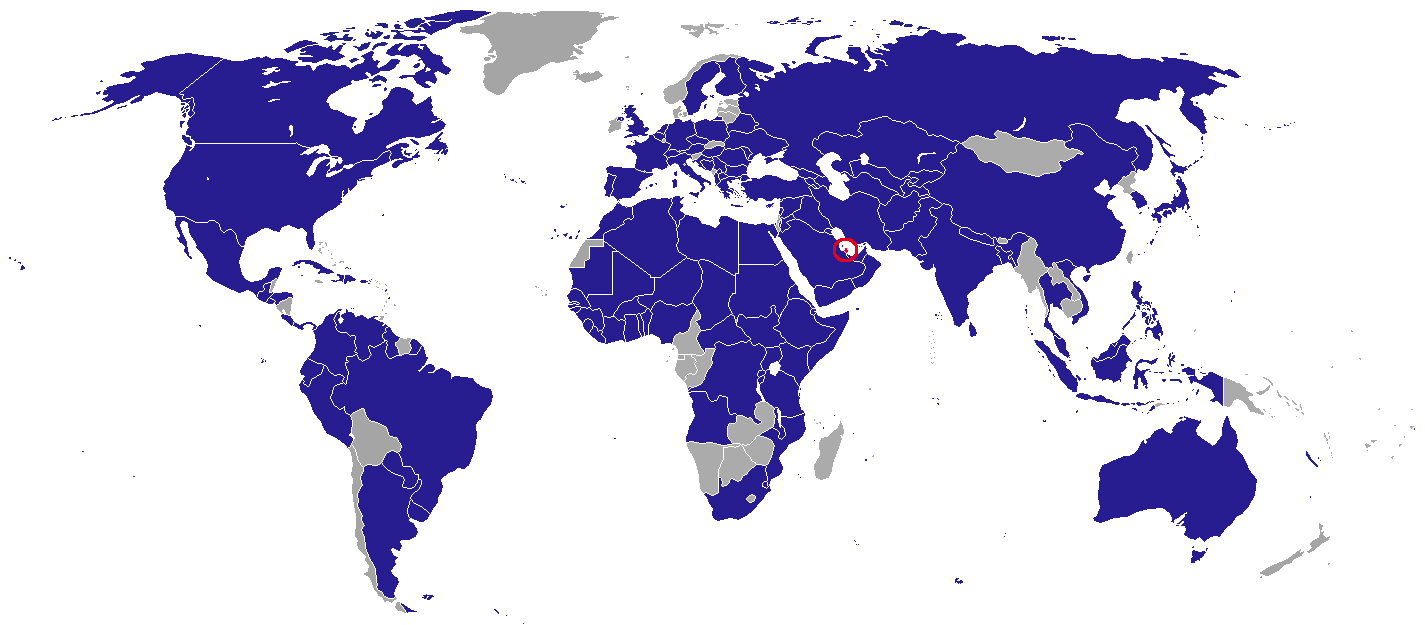
카타르에 설치된 재외공관들.

카타르 주재 외국공관 목록은 카타르에 주재하는 외국공관(대사관 및 영사관)과 동시에 카타르와 외교관계는 수립했으나 카타르에 공관을 설치하지 않은 국가에 대해 다룬다. 수도 도하에 98개국 주재 대사관이 있다.

## 대사관
도하
| - 아프가니스탄 - 알바니아 - 알제리 - 아르헨티나 - 오스트리아 - 아제르바이잔 - 바레인 - 방글라데시 - 벨라루스 - 벨기에 - 베냉 - 보스니아 헤르체고비나 - 브라질 - 브루나이 - 불가리아 - 캐나다 - 중앙아프리카 공화국 - 차드 - 중국 - 코모로 - 코스타리카 - 크로아티아 - 쿠바 - 키프로스 - 지부티 - 도미니카 공화국 - 에콰도르 - 이집트 - 엘살바도르 - 에리트레아 - 에티오피아 - 프랑스 - 감비아 | - 조지아 - 독일 - 그리스 - 헝가리 - 인도 - 인도네시아 - 이란 - 이라크 - 이탈리아 - 일본 - 요르단 - 카자흐스탄 - 케냐 - 대한민국 - 쿠웨이트 - 키르기스스탄 - 레바논 - 라이베리아 - 리비아 - 북마케도니아 - 말레이시아 - 모리타니 - 멕시코 - 몰도바 - 모로코 - 네팔 - 네덜란드 - 니제르 - 나이지리아 - 오만 - 파키스탄 - 팔레스타인 - 파나마 | - 파라과이 - 페루 - 필리핀 - 폴란드 - 포르투갈 - 루마니아 - 러시아 - 사우디아라비아 - 세네갈 - 세르비아 - 싱가포르 - 소말리아 - 남아프리카 공화국 - 스페인 - 스리랑카 - 수단 - 에스와티니 - 스웨덴 - 스위스 - 시리아 - 타지키스탄 - 태국 - 튀니지 - 튀르키예 - 우크라이나 - 아랍에미리트 - 영국 - 미국 - 우루과이 - 베네수엘라 - 베트남 - 예멘 |

### 대표 사무소
- 북키프로스 (대표 사무소)

## 비상주공관
다음 국가들은 카타르와 외교 관계는 수립하였으나, 카타르에 대사관을 설치하지 않은 국가들이다. 옆에 병기한 지역에 설치된 공관에서 주 카타르 대사관을 겸임한다. 다만, 지역을 명시하지 않은 해당 도시는 리야드를 의미한다.
| - 오스트레일리아 (아부다비) - 부르키나파소 - 카메룬 - 칠레 (카이로) - 콜롬비아 (아부다비) - 코트디부아르 - 체코 (쿠웨이트) - 덴마크 - 에스토니아 (탈린) - 유럽 연합 - 피지 (아부다비) - 핀란드 (아부다비) - 가봉 - 가나 - 과테말라 (런던) - 기니 - 기니비사우 (알제) - 아이슬란드 (런던) | - 아일랜드 - 조선민주주의인민공화국 (다마스쿠스) - 리투아니아 (카이로) - 말리 - 몰타 - 모리셔스 (카이로) - 몽골 (카이로) - 뉴질랜드 (아부다비) - 노르웨이 (아부다비) - 시에라리온 - 슬로바키아 (카이로) - 슬로베니아 (카이로) - 탄자니아 - 우간다 - 우즈베키스탄 - 잠비아 (카이로) - 짐바브웨 (쿠웨이트) |

## 같이 보기
- 카타르의 재외공관 목록